# Dialectische theologie
Dialectische theologie is de aanduiding voor een vooral protestantse theologische stroming, die benadrukt dat er een tegenstelling (dialectiek) bestaat tussen God en de mens. De dialectische theologie ontstond in de jaren na de Eerste Wereldoorlog en had grote invloed op het theologische denken in het midden van de twintigste eeuw. Andere namen die veel gebruikt worden voor de dialectische theologie zijn neo-orthodoxie, crisistheologie en Barthianisme, naar Karl Barth, de bekendste vertegenwoordiger van de dialectische theologie.

## Ontstaan
De aanleiding voor het ontstaan van de dialectische theologie was de verbijstering van theologen over de slachtingen die tijdens de Eerste Wereldoorlog hadden plaatsgevonden. Beide partijen in de oorlog hadden de kanonnen laten zegenen en beweerd dat God aan hun zijde stond. In het neutrale Zwitserland ontwikkelde Karl Barth naar aanleiding van zijn studie van de Brief van Paulus aan de Romeinen de opvatting dat het niet mogelijk is dat mensen zich God toe-eigenen voor hun eigen opvattingen en cultuur. God is geheel anders ("totaliter aliter") en de mensen hebben geen greep op Hem. Barth keerde zich hiermee zowel tegen de traditionele orthodoxie als tegen de optimistische vrijzinnige theologie van zijn tijd. Beide stromingen identificeerden volgens hem hun eigen culturele en ethische opvattingen met Gods wil en dat was een verabsolutering van de eigen opvattingen die niet was toegestaan. 

## Vertegenwoordigers
Samen met enkele medestanders richtte Barth het tijdschrift Zwischen den Zeiten op, dat als verzamelpunt voor de dialectische theologen zou gaan fungeren. Hierin schreven theologen als Eduard Thurneysen, Emil Brunner (die al snel met Barth zou breken), Friedrich Gogarten en Rudolf Bultmann. Andere theologen die met de dialectische theologie worden geassocieerd zijn Dietrich Bonhoeffer en in de Verenigde Staten van Amerika Reinhold Niebuhr en Paul Tillich. Vooral de laatste ging echter eigen wegen.

## Politiek
Hoewel de dialectische theologen geen identificatie van maatschappelijke en politieke opvattingen met het christelijk geloof wilden, namen zij vaak dezelfde standpunten in. Zij voelden zich aangetrokken tot het religieus socialisme en waren tegen het bestaan van aparte christelijke politieke partijen. In Duitsland behoorden zij meestal tot de Bekennende Kirche die de gelijkschakeling van de kerken door de nazi's afwees. Dit bezorgde de beweging ook buiten het Duitse taalgebied veel sympathie.
De invloed van de dialectische theologie was het grootst in de periode tussen 1930 en 1970. In de jaren zeventig kreeg een marxistische interpretatie van Barth de overhand en werd de beweging beperkt tot een sociaal activisme.
Barth was voor de Tweede Wereldoorlog lid van de Sociaaldemocratische Partij van Zwitserland (SP) en de Sociaal-Democratische Partij van Duitsland (SPD). Na de oorlog sloot hij zich niet opnieuw aan bij een politieke partij. Hij bleef echter bij de linkse politiek betrokken. Emil Brunner was aanvankelijk socialist, maar was na de oorlog betrokken bij het opstellen van het partijprogramma van de Christelijk-Democratische Unie (CDU). In ieder geval bleef Brunner zich verzetten tegen ieder totalitair systeem. Reinhold Niebuhr was zijn hele leven lang lid van de Democratische Partij (DP). De bekende Nederlandse barthiaanse theologen Kornelis Heiko Miskotte en Jan Buskes waren lid van de PvdA. Th. L. Haitjema en G.C. van Niftrik waren aangesloten bij de CHU. Zij bleven dus lid van een confessionele partij, ondanks Barth's afwijzing van christelijke partijvorming.
Voor de oorlog waren veel Nederlandse barthianen lid van de Christelijk-Democratische Unie (CDU). Deze partij ging in 1946 op in de Partij van de Arbeid.

## Nederland
In Nederland wordt meestal gesproken over Barthianen wanneer het gaat om de aanhangers van de dialectische theologie. De eerste die Barth in Nederland introduceerde was de rechts-moderne theoloog Karel Hendrik Roessingh. Bekende aanhangers van Barth waren: Theodoor Lambertus Haitjema, Kornelis Heiko Miskotte, Jan Buskes, Hendrik Kraemer en Gerrit Cornelis van Niftrik. De opvattingen van Barth vormden een belangrijke inspiratiebron voor de Doorbraak na de Tweede Wereldoorlog, waarbij veel christenen lid werden van de Partij van de Arbeid.
De verschillende gereformeerde kerken wezen lange tijd de dialectische theologie af. De Barthianen accepteerden namelijk de historisch-kritische methode van Bijbelonderzoek en maakten onderscheid tussen de Bijbel en het spreken van God. Volgens de gereformeerden deed dit tekort aan het gezag van de Bijbel. Daarnaast was de afwijzing van christelijke organisaties door de Barthianen en daarmee van de verzuiling een gevoelig punt. Met name de Gereformeerde Kerken in Nederland hadden rondom hun kerk een groot aantal christelijke bonden en verenigingen in het leven geroepen. Desondanks hadden de meeste gereformeerden al rond 1960 niet veel problemen meer met de dialectische theologie. Vanaf de jaren zeventig kwam er ook binnen de orthodox-gereformeerde kerken (Nederlands Gereformeerde Kerken en Christelijke Gereformeerde Kerken, later ook de Gereformeerde Kerken vrijgemaakt) meer aandacht voor de dialectische theologie. Vooral de centrale rol die de Barthianen toekenden aan de Bijbel voor de beoefening van de theologie in combinatie met hun openheid voor maatschappelijke problemen sprak toen de jongere theologen aan.   

### Lijst van barthianen in Nederland
- Dr. Dick Boer (PKN)
- Prof. dr. Rinse Reeling Brouwer (PKN)
- Dr. Johannes Jacobus Buskes (GHV, later NHK, midden-orthodoxie)
- Dr. Cornelis Johannes Dippel[1] (NHK, midden-orthodoxie)
- Prof. dr. Theodorus Lambertus Haitjema (NHK, Confessionele Vereniging)
- Dr. Johannes Marie de Jong (NHK, (rechts-)vrijzinnig/VVH)
- Dr. Jan Koopmans (NHK, Ethische richting)
- Prof. dr. Hendrik Kraemer (NHK, midden-orthodoxie)
- Prof. dr. Arend Theodoor van Leeuwen (NHK, midden-orthodoxie)
- Dr. Frits Kuiper (Doopsgezinde Broederschap)
- Prof. dr. Kornelis Heiko Miskotte (NHK, midden-orthodoxie)
- Prof. dr. Gerrit Cornelis van Niftrik (NHK, Confessionele Vereniging)
- Dr. h.c. Oepke Noordmans (NHK, Ethische richting)
- Dr. At Polhuis (PKN)
- Prof. dr. Gijsbertus Hendricus ter Schegget (NHK, midden-orthodoxie)
- Dr. Gerard Hendrik Slotemaker de Bruïne[2] (NHK, midden-orthodoxie)
- Dr. Nicolaas Stufkens[3] (GKN, later NHK)

## Verwijzingen
1. ↑  Natuurkundige
2. ↑  Kamerlid PSP
3. ↑  Kamerlid PvdA